# بحر ساليش

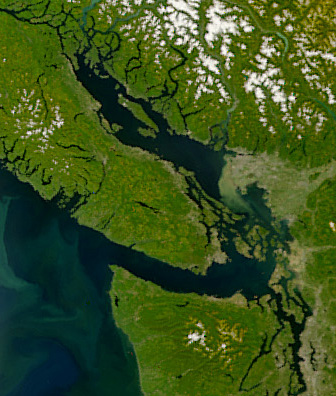
موقع البحر على الخريطة

بحر ساليش (بلغة أصد للإنجليزية: SAY-lish) مجموعة من السواحل والممرات المائية تضم: الجزء الجنوبي الغربي من المقاطعة الكندية كولومبيا البريطانية والجزء الشمالي الغربي من ولاية واشنطن الأمريكية. ومسطحاتها الرئيسية مضيق جورجيا ومضيق خوان دي فوكا وبوجيت ساوند، والممرات المائية الداخلية لبحر ساليش مفصولة جزئيا عن المحيط الهادئ من خلال جزيرة فانكوفر وشبه الجزيرة الأولمبية، وبالتالي محمية جزئيا من عواصف المحيط الهادئ. أهم المدن التي تحتوي على موانئ في بحر سالتش هي : فانكوفر وسياتل وتاكوما وبلينجهام وبورت أنجلس وفيكتوريا، سجل العلماء 253 نوعاً من الأسماك والكائنات البحرية تعيش في ساليش أهمها: سمك الجريث، جلكانيات، أسماك غضروفية.